# Фокс, Энтони
Энтони Ренард Фокс (англ. Anthony Renard Foxx; род. 30 апреля 1971) — американский политик, член Демократической партии, министр транспорта США в кабинете Барака Обамы (2013—2017).

## Биография
Энтони Фокс — сын Лоры Фокс и родился, когда она в возрасте 19 лет являлась студенткой Спелман-колледжа в Атланте. Воспитывался в неполной семье, о юном Энтони заботились бабушка и дедушка, пока молодая мама завершала своё образование. В 1993 году Фокс окончил Дэвидсонский колледж свободных искусств близ Шарлотта, в 1996 году получил высшее юридическое образование в школе права Нью-Йоркского университета и начал работать юристом в Вашингтонском отделении подразделения Государственного департамента по защите гражданских прав, а также консультантом в Юридическом комитете Палаты представителей США. В 2001 году вернулся в Шарлотт и поступил в местное отделение юридической фирмы Hunton & Williams, где представлял интересы крупных банковских структур и подразделение медицинского центра Duke University Health System.
В 2005 году Энтони Фокс был избран в городской совет Шарлотта и впоследствии переизбран на второй срок. В 2009 году избран мэром Шарлотта и 7 декабря 2009 года, принеся присягу, вступил в должность. В феврале 2011 года добился проведения в Шарлотте национального конвента Демократической партии в 2012 году. В июле 2013 досрочно ушёл в отставку в связи с назначением на должность министра транспорта США, и обязанности мэра до следующих выборов в декабре 2013 года временно исполняла член городского совета Пэтси Кинси.
Будучи мэром Шарлотта, Фокс с 2009 по 2013 год являлся помощником главного юрисконсульта компании по производству автобусов DesignLine Corporation. В 2013 году против этой компании началась процедура банкротства, и Фоксу был предъявлен счёт в $ 420 000, которые были ему уплачены за время работы, с требованием возместить их, поскольку в действительности он якобы не исполнял установленные обязанности.
Президент Обама предложил кандидатуру Энтони Фокса на должность министра транспорта США, 27 июня 2013 года он был единогласно утверждён Сенатом, а 2 июля принёс присягу и вступил в должность, став 17-м по счёту министром транспорта.
Во время послания о положении нации президента Обамы 20 января 2015 года Фокс стал «дежурным преемником» и находился вне здания Конгресса, где собралось всё руководство федеральной исполнительной власти и все конгрессмены, чтобы в случае непредвиденных катастрофических обстоятельств принять на себя руководство страной.

## Семья
В 2001 году Энтони Фокс женился на Самаре Райдер (Samara Ryder), в семье появились двое детей Хиллари (род. 2005) и Закари (род. 2007).